# 요한 카를 아우구스트 무세우스

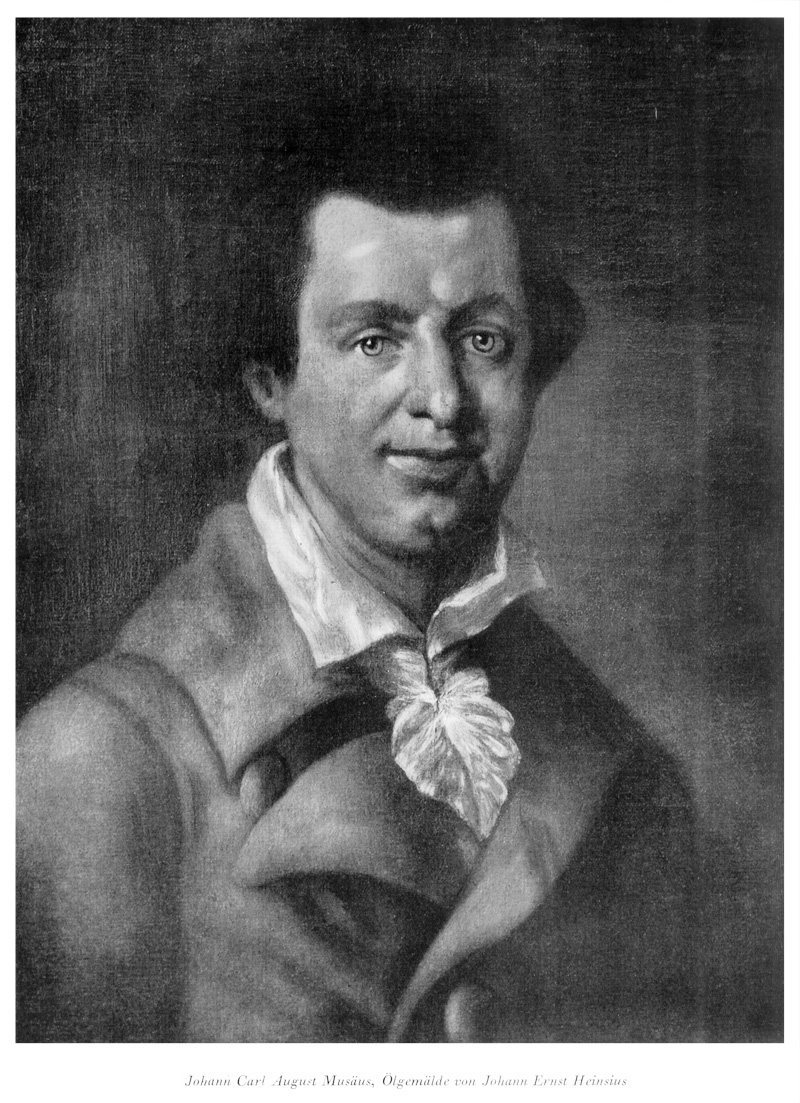
요한 카를 아우구스트 무세우스

요한 카를 아우구스트 무세우스(독일어: Johann Karl August Musäus, 1735년 3월 29일 ~ 1787년 10월 28일)는 독일의 작가였다. 그는 독일의 첫 번째 민담 수집가 중 한 명으로, 대부분은 독일 동화 모음집인 Voksmärchen der Deutschen (1782–1787)으로 유명하다.